# Rhynchophora
Rhynchophora é um género botânico pertencente à família Malpighiaceae.

## Espécies
- Rhynchophora humbertii Arènes
- Rhynchophora phillipsonii W.R.Anderson

## Referência
- Anderson, W. R. 2001. Observations on the Malagasy genus Rhynchophora (Malpighiaceae). Contributions from the University of Michigan Herbarium 23: 53–58.